# Župnija Fara pri Kočevju
Župnija Fara pri Kočevju je rimskokatoliška teritorialna župnija dekanije Kočevje škofije Novo mesto, s sedežem v vasi Fara v Občini Kostel.
Župnijsko središče je cerkev Marijinega vnebovzetja v Fari.
Do 7. aprila 2006, ko je bila ustanovljena škofija Novo mesto, je bila župnija del nadškofije Ljubljana.